# Galeus melastomus
Vous lisez un « bon article » labellisé en 2016.
Pristiure à bouche noire
Espèce
Statut de conservation UICN

 LC  : Préoccupation mineure
Le Pristiure à bouche noire (Galeus melastomus, également appelé chien espagnol) est une espèce de requins de la famille des Scyliorhinidae. Il est commun dans le Nord-Est de l'océan Atlantique de l'Islande au Sénégal, ainsi qu'en mer Méditerranée. On le rencontre généralement au niveau de la marge continentale à des profondeurs variant entre 150 et 1 400 m, sur des fonds vaseux. Les jeunes vivent dans des eaux moins profondes que les adultes.
C'est une espèce au corps élancé, qui se caractérise par l'intérieur noir de la gueule, des taches brunâtres au bord pâle le long du dos et de la queue et une crête proéminente formée de larges denticules cutanées le long du bord supérieur de la nageoire caudale. Ce requin atteint une longueur de 50 à 79 cm, les animaux de l'océan Atlantique étant plus grands que ceux de la Méditerranée.
Le Pristiure à bouche noire nage lentement mais est très actif. C'est une espèce généraliste qui se nourrit d'une grande variété de crustacés, céphalopodes et poissons. Sa vue et son système électroréceptif sont bien adaptés pour détecter les déplacements de proies bioluminescentes. Cette espèce est ovipare, et les femelles ont des portées allant jusqu'à treize œufs tout au long de l'année. En raison de son abondance, le Pristiure à bouche noire forme une part importante des prises accessoires de la pêche commerciale en eau profonde dans une grande partie de son aire de répartition. Il a une faible valeur économique et est généralement jeté, bien que les plus grands requins peuvent être commercialisés pour leur viande et leur cuir. L'Union internationale pour la conservation de la nature (UICN) a classé cette espèce comme ayant un statut de préoccupation mineure, en raison de l'absence d'indication d'une diminution des effectifs malgré la pression de pêche.

## Description

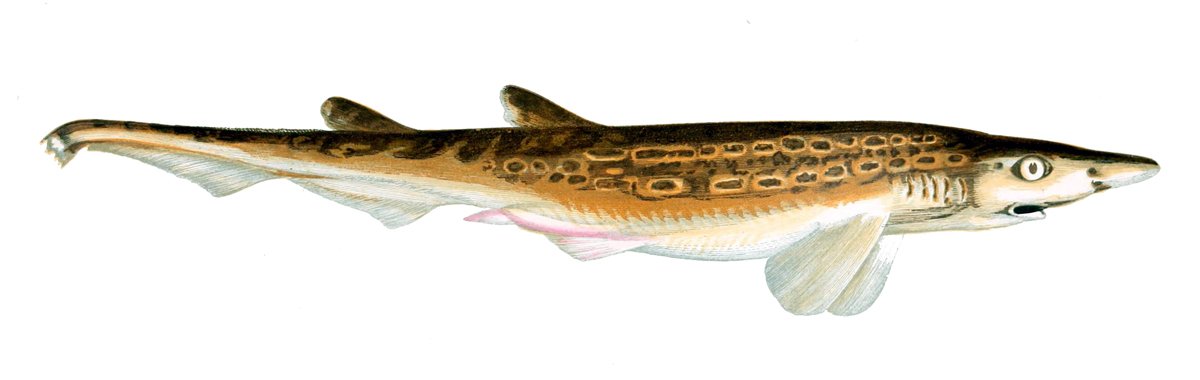
Illustration ancienne d'un Pristiure à bouche noire, avec sa coloration dorsale classique.

Les longueurs maximales du Pristiure à bouche noire varient entre 67 et 79 cm pour les requins de l'Atlantique et entre 50 et 64 cm pour les requins méditerranéens ; la longueur record enregistrée de 90 cm est sujette à caution. Les femelles atteignent une taille maximale supérieure à celle des mâles,. Le poids maximum est de 1,4 kg. Cette espèce a un corps élancé avec un museau assez long et pointu qui représente environ 6 à 9 % de la longueur du corps. La partie antérieure de chaque narine est recouverte d'un volet de peau triangulaire, qui sépare les ouvertures inhalante et expirante de chaque narine. Les yeux sont ovales horizontalement et équipés de membranes nictitantes. En arrière de chaque œil on trouve une légère crête, et derrière un petit stigmate. La gueule forme une courte et large ouverture arquée, et présente des sillons bien marqués à chacune de ses extrémités. Les mâchoires supérieure et inférieure portent respectivement environ 69 et 79 rangées de dents. Chaque dent est de petite taille, avec une fine pointe centrale et deux plus petites pointes de chaque côté. Il y a cinq paires de fentes branchiales, la cinquième paire étant située au-dessus de la base des nageoires pectorales,,.
Les deux nageoires dorsales sont de taille équivalente et placées loin en arrière du corps : la première prend naissance derrière le milieu des nageoires pelviennes, et la seconde derrière le milieu de la nageoire anale. Les nageoires pectorales sont larges, tandis que les nageoires pelviennes sont petites et basses, avec des bords anguleux. La nageoire anale est plus grande que les nageoires dorsales, et mesure 13 à 18 % de la longueur totale du corps. La nageoire caudale est compressée latéralement, avec l'extrémité de la nageoire anale très proche du lobe inférieur de la queue. La nageoire caudale représente environ un quart de la longueur totale du corps. Le lobe supérieur est peu développé avec une encoche près de son extrémité, tandis que le lobe inférieur est peu différencié. La peau est très épaisse et recouverte de denticules cutanées calcifiées. Le bord supérieur de la nageoire caudale porte une rangée bien visible de denticules plus larges, ressemblant à des dents de scie. Le corps est brun-grisâtre sur le dessus, avec 15 à 18 marques plus sombres sur la queue, chacune de ses marques étant rendue plus visible par une bordure pâle. Le dessous est blanc, comme l'extrémité des nageoires dorsales et caudales. L'intérieur de la bouche est noir,.

## Biologie et écologie

### Comportement
Au sein de son aire de répartition, le Pristiure à bouche noire est l'un des requins les plus abondants des parties médiane et supérieure du talus continental. Il est de nature nomade et peut se rencontrer seul ou en bancs. Relativement lent, ce requin nage en faisant des ondulations semblables à celles des anguilles. Il se déplace généralement près du fond marin, profitant peut-être de l'effet de sol pour économiser de l'énergie. Il a également été observé restant sans bouger sur le fond marin,,,.

### Alimentation

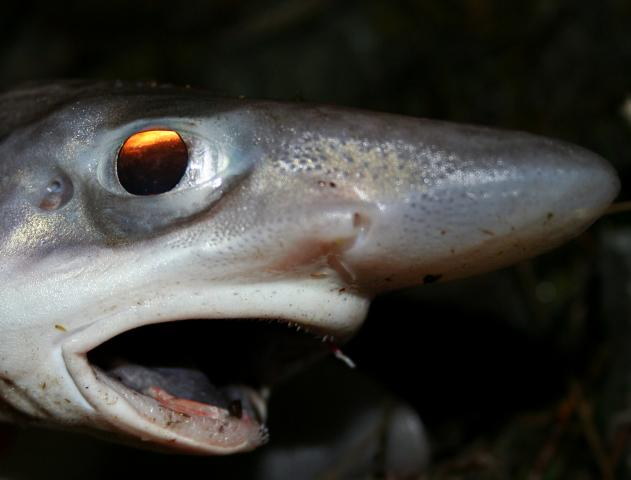
Le Pristiure à bouche noire trouve ses proies grâce à ses bons yeux et ses ampoules de Lorenzini.

Le Pristiure à bouche noire est un prédateur généraliste actif, qui se nourrit d'organismes benthiques ou vivant en eau libre,. Son régime alimentaire est dominé par les décapodes, le krill, les poissons osseux comme les poissons-lanternes, les Gonostomatidae, les dragons à écailles et les Moras), ainsi que par les céphalopodes. La part de chacune de ses proies dans l'alimentation du requin dépend de leurs importances relatives dans son environnement : ainsi, les requins au large du sud de la France mangent surtout les crevettes Calocaris macandreae et Pasiphaea multidentata alors que ceux vivant au large de la péninsule ibérique se nourrissent principalement de Sergestes arcticus et Sergia robusta. Les jeunes consomment une part plus importante de crustacés que les adultes, notamment de petites espèces comme les Lophogastrida et les Hyperiidae. Les adultes préfèrent les grands poissons et peuvent également s'en prendre à d'autres requins et raies et à leurs congénères plus petits. L'importance des céphalopodes dans l'alimentation diffère suivant l'âge des requins et la région,,. L'analyse de l'estomac de certains Pristiures à bouche noire a révélé la consommation de proies qu'un requin seul n'était pas capable de capturer, ce qui suggère qu'il lui arrivait de chasser en groupe. La consommation de cadavres est rarement observée,.
Quand il se nourrit, le Pristiure à bouche noire bouge la tête d'un côté à l'autre pour utiliser ses sens le plus efficacement possible. Il compte généralement plus sur la vue et l'électroréception pour trouver sa nourriture que sur l'olfaction. Comme la plupart des requins, sa vue est limitée à un plan horizontal médian. Le cristallin et les cônes de ses yeux sont grands, permettant de distinguer des objets de petites tailles ou situés loin du paysage environnant. Les bâtonnets de ses yeux sont plus sensibles aux longueurs d'onde produites par bioluminescence, émises par la plupart des proies qu'il chasse. Pour l'électroréception, le Pristiure à bouche noire est muni d'un grand nombre d'ampoules de Lorenzini qui sont uniformément réparties, ce qui lui permet de mieux appréhender l'espace environnant et de mieux localiser les proies rapides,.

### Cycle de vie
A contrario de la plupart des membres de son genre, le Pristiure à bouche noire est ovipare, et plusieurs œufs peuvent se développer en même temps dans chaque oviducte. Les femelles peuvent avoir jusqu'à 13 œufs, bien qu'en général ce nombre soit compris entre 1 et 4 par oviducte,. Le nombre d’œufs pondus par femelle et par an varie entre 60 et 100, et augmente avec la taille de la femelle. Seul l'ovaire droit est fonctionnel chez les femelles matures. Le sac contenant les œufs est en forme de vase et présente un léger rebord le long des bords latéraux ; l'extrémité antérieure est carrée, avec une paire de fortes cornes enroulées dans les coins, tandis que l'extrémité postérieure est arrondie. La surface du sac est plus ou moins translucide, lisse et brillante. Elle est de couleur brun doré, et devient brun foncé dans l'eau de mer. Les sacs contenant les œufs mesurent entre 3,5 et 6,5 cm de long pour 1,4 à 3 cm de large dans l'Atlantique, tandis que ceux de la Méditerranée mesurent entre 4,2 et 5,5 cm de long pour 1,7 à 2,5 cm de large. Les plus grosses femelles tendent à produire de plus gros sacs à œufs.
L'accouplement et la ponte ont lieu tout au long de l'année, et l'activité sexuelle est la plus élevée en hiver et en été, même si ce cycle saisonnier n'est pas démontré dans l'ensemble des études,,. Les œufs sont pondus dans un substrat boueux dans des eaux relativement peu profondes,. La taille à la maturité sexuelle varie suivant la région géographique, et est généralement plus élevée dans l'Atlantique que dans la Méditerranée. Dans l'Atlantique, des observations ont montré que la maturité sexuelle correspondait à une longueur comprise entre 48 et 79 cm pour les mâles et entre 56 et 79 cm pour les femelles, ; en Méditerranée, cette longueur est comprise entre 42 et 55 cm pour les mâles et entre 39 et 61 cm pour les femelles,.

### Prédateurs et parasites
Les prédateurs connus de cette espèce sont le Squale liche (Dalatias licha) et Todarodes sagittatus,. Ses parasites ont été étudiés, et ils comprennent le cestode Ditrachybothridium macrocephalum et le protiste Eimeria palavensis,.

## Distribution et habitat

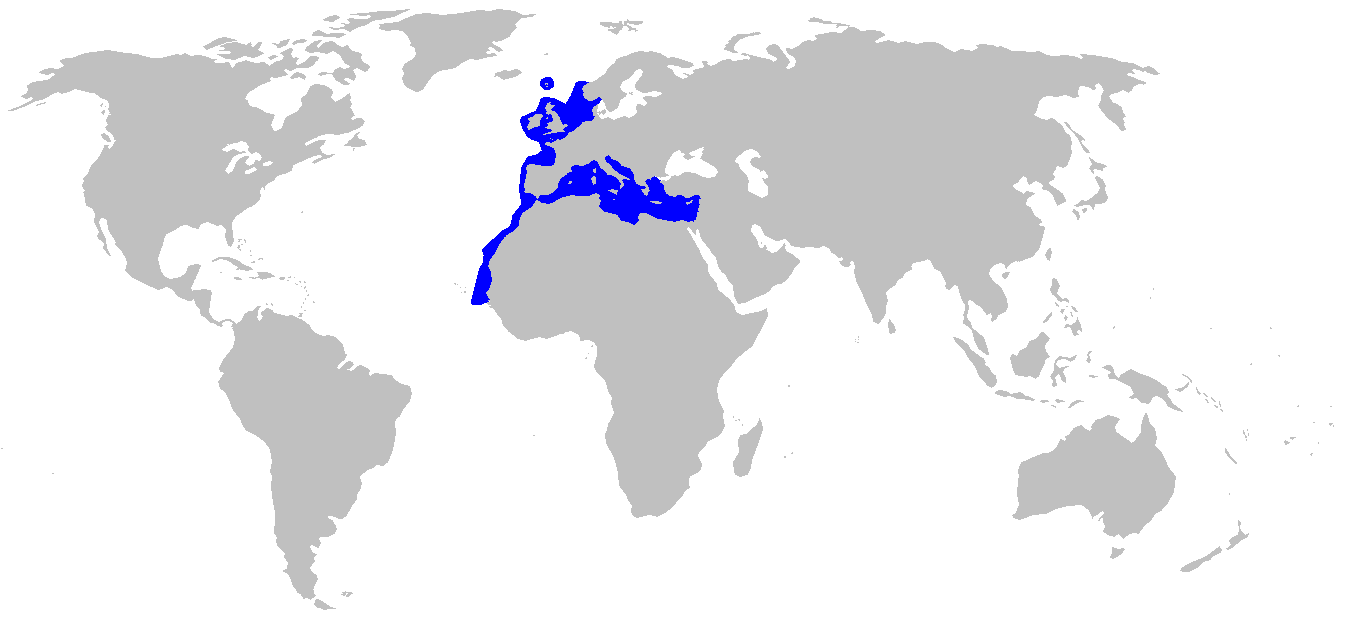
Répartition du Pristiure à bouche noire.

Le Pristiure à bouche noire est largement distribué dans le Nord-Est de l'océan Atlantique, jusqu'au sud-ouest de l'Islande et Trondheim, en Norvège, au nord, et jusqu'au Sénégal au sud ; l'espèce se rencontre donc autour des îles Féroé, des îles Britanniques, des Açores et dans la portion septentrionale de la dorsale médio-atlantique. On le trouve également dans la mer Méditerranée, dans les eaux du Nord de la mer Adriatique et de la mer Égée, mais il est absent en mer Noire. Cette espèce vit en premier lieu au niveau de la marge continentale, à des profondeurs variant entre 150 et 1 400 m. Toutefois, le requin vit aussi dans des eaux moins profondes, de 50 à 60 m de fond, au large du Sud de la France, et à de fortes profondeurs pouvant atteindre 2 300 à 3 850 m dans l'Est de la Méditerranée. La profondeur à laquelle il est le plus commun dépend de la région : par exemple on le rencontre entre 300 et 500 m dans le golfe de Gascogne, entre 400 et 800 m au large du Portugal, entre 500 et 800 m dans le canal de Sicile, entre 1 000 et 1 400 m dans la mer des Baléares et entre 1 500 et 1 830 m dans l'est de la mer Méditerranée. La température de l'eau ne semble pas un facteur primordial pour déterminer la distribution de l'espèce.
Le Pristiure à bouche noire vit près du fond, il affectionne les habitats boueux. Mâles et femelles vivent parfois séparément,. Diverses études menées dans le Nord et l'Ouest de la mer Méditerranée ont montré que les adultes vivent à des profondeurs supérieures aux jeunes,,,. D'autres études n'ont cependant pas observé cette différence. Il est possible que certains habitats comme les eaux au large du Sud de la France offrent un habitat convenant aux requins de tout âge. Une autre explication apportée par les scientifiques serait que les adultes sont plus communs dans les zones intermédiaires, tandis que les plus jeunes requins se cantonnent aux eaux peu profondes et que les requins adolescents et adultes vivent en eau profonde. Si c'est le cas, les incohérences entre l'âge et la profondeur à laquelle les requins ont été retrouvés pourraient provenir de l'échantillonnage incomplet suivant la profondeur.

## Taxonomie et phylogénie
Constantine Samuel Rafinesque a décrit brièvement ce requin en 1810 dans un ouvrage intitulé Caratteri di alcuni nuovi generi e nuove specie di animali e piante della Sicilia: con varie osservazioni sopra i medesimi, dans lequel il indique la couleur noire caractéristique de l'intérieur de sa gueule, et qui lui a valu l'épithète spécifique melastomus. Aucun spécimen type n'a été désigné. Une analyse phylogénétique de 2005 incluant cinq espèces de Galeus, basée sur l'ADN mitochondrial et l'ADN nucléaire, a montré que le Pristiure à bouche noire formait un clade avec Galeus murinus, distinct du clade comprenant Galeus eastmani, Galeus gracilis et Galeus sauteri. Le plus ancien fossile de Pristiure à bouche noire a été trouvé dans le nord des Apennins et date du Zancléen (il y a 5,3 à 3,6 millions d'années).
Les synonymes suivants sont recensés :
- Pristiurus melanostomus Lowe, 1843
- Pristiurus melastomus (Rafinesque, 1810)
- Pristiurus souverbiei Lafont, 1869
- Scyllium artedi Risso, 1820
- Scyllium artedii Risso, 1820
- Scyllium melanostomum Bonaparte, 1834
- Squalus annulatus Nilsson, 1832
- Squalus delarochianus Blainville, 1816
- Squalus prionurus Otto, 1821

## Relations avec l'Homme
Inoffensif pour l'homme et n'ayant pas de valeur économique, le Pristiure à bouche noire est une prise accidentelle des pêcheurs, qui est capturée dans les chaluts et les palangres. C'est notamment une des prises accessoires de requin les plus courantes par les chaluts ciblant les homards et les crevettes (Nephrops norvegicus, Parapenaeus longirostris, Aristeus antennatus et Aristaeomorpha folicea) en eau profonde, au large du Portugal et dans la Méditerranée. La plupart des requins capturés sont rejetés, probablement avec une forte mortalité. Certaines pêcheries, comme celles au large du Portugal et de l'Italie, conservent et utilisent les plus gros individus pour la consommation humaine en viande fraîche ou séchée et salée, et pour leur cuir. La flotte de pêche de Viareggio, en Toscane en aurait ramené à terre 700 kilogrammes en 2005. Dans le Nord de l'Atlantique, ce requin est de plus en plus souvent ciblé par les pêcheurs à la suite de la baisse des effectifs des autres espèces de requins d'eau profonde,,,.
Au large de la Corse, de la Sicile et au sud du Portugal, ainsi que dans la mer Ionienne, dans le Sud de la mer Adriatique et de la mer Égée, la plupart des Pristiures à bouche noire capturés sont immatures, ce qui laisse penser que la pression de pêche a un impact négatif sur les effectifs de l'espèce,. Cependant, l'espèce demeure extrêmement abondante dans un certain nombre de zones, et les données des diverses études et de la pêche n'ont pas mis en évidence de diminution globale de la population. La vaste gamme de profondeurs qu'elle occupe lui permet probablement de se protéger quelque peu contre la pêche, notamment compte tenu de l'interdiction de 2005 de la pêche au chalut au-delà de mille mètres en Méditerranée,. Par conséquent, l'Union internationale pour la conservation de la nature (UICN) a classé le Pristiure à bouche noire comme étant de préoccupation mineure. Dans les eaux européennes, la pêche de cette espèce est encadrée par la Politique commune de la pêche (PCP), comme pour l'ensemble des requins d'eau profonde.